# Karaağaç, Kumru
Karaağaç là một xã thuộc huyện Kumru, tỉnh Ordu, Thổ Nhĩ Kỳ. Dân số thời điểm năm 2010 là 325 người.